# Ion Monea
Ion Monea (ur. 30 listopada 1940 w Tohanu Vechi, zm. 1 marca 2011 w Bukareszcie) – rumuński bokser, dwukrotny medalista olimpijski.
Na igrzyskach olimpijskich w 1960 w Rzymie zdobył brązowy medal w wadze średniej (do 75 kg), przegrywając w półfinale z Edwardem Crookiem ze Stanów Zjednoczonych. Podczas mistrzostw Europy w 1961 w Belgradzie przegrał w ćwierćfinale wagi średniej z Jewgienijem Fieofanowem z ZSRR. Na mistrzostwach Europy w 1963 w Moskwie zdobył srebrny medal w wadze średniej, przegrywając w finale z Walerijem Popienczenko z ZSRR. Zwyciężył w tej wadze w spartakiadzie gwardyjskiej w Bukareszcie w 1964.
Na igrzyskach olimpijskich w 1964 w Tokio odpadł w ćwierćfinale wagi średniej (pokonał go Niemiec Emil Schulz). Zdobył brązowy medal w wadze półciężkiej (do 81 kg) na mistrzostwach Europy w 1967 w Rzymie (przegrał w półfinale z Danasem Pozniakasem z ZSRR).
Został wicemistrzem olimpijskim w wadze półciężkiej na igrzyskach olimpijskich w 1968 w Meksyku. W półfinale pokonał Stanisława Dragana, ale złamał wówczas nos i nie stanął do finałowej walki z Danem Pozniakasem. Na mistrzostwach Europy w 1969 w Bukareszcie zdobył srebrny medal w wadze półciężkiej, po raz kolejny przegrywając z Pozniakasem.
Jedenaście razy był mistrzem Rumunii w boksie: w latach 1960-1964 w wadze średniej i w latach 1965-1970 w wadze półciężkiej. W 1963 dwa razy walczył w meczach reprezentacji Rumunii z Polską, przegrywając w wadze średniej ze Zbigniewem Pietrzykowskim i Tadeuszem Walaskiem.
W 1971 zakończył karierę zawodniczą i zaczął pracę jako trener bokserski. Zmarł 1 marca 2011 na zator płuc.